# Cantó d'Estrées-Saint-Denis
El cantó d'Estrées-Saint-Denis és un cantó francès del departament de l'Oise, situat al districte de Compiègne. Té 15 municipis i el cap és Estrées-Saint-Denis.

## Municipis
- Arsy
- Canly
- Chevrières
- Estrées-Saint-Denis
- Le Fayel
- Francières
- Grandfresnoy
- Hémévillers
- Houdancourt
- Lachelle
- Longueil-Sainte-Marie
- Montmartin
- Moyvillers
- Remy
- Rivecourt

## Història
| Data d'elecció                           | Identitat              | Partit                     | Qualitat |
| ---------------------------------------- | ---------------------- | -------------------------- | -------- |
| 1945-1951                                | M. Truquin             | PCF                        |          |
| 1951-1970                                | René Langlois-Meurinne | UDR, després UDR           |          |
| 1970-2001                                | Charles Dottin         | Divers droite              |          |
| 2001-2008                                | Marcel Fouet           | Divers droite, després UMP |          |
| 2008-                                    | Charles Pouplin        | Sense etiqueta             |          |
| les dades anteriors no són pas conegudes |                        |                            |          |
|                                          |                        |                            |          |

## Demografia
| A partir de 1990: Població sense dobles comptes |